# Kurt Lange (Politiker)
Kurt Lange (* 4. Juli 1926 in Berlin; † 22. Juni 2005 ebenda) war ein deutscher Künstler und Politiker der SPD.
Kurt Lange besuchte ein Gymnasium, wurde aber 1943 vor dem Abitur von der Wehrmacht eingezogen. Nach dem Zweiten Weltkrieg machte er eine Lehre als Glaser und besuchte die Abendschule für Malerei und Grafik, wo er von Siegfried Czerny und Gottfried Richter unterrichtet wurde. Gleichzeitig absolvierte er an der Fachschule für Glasmalerei die Ausbildung zum Kunstglaser. 1952 konnte er die Meisterprüfung erfolgreich abschließen und ließ sich danach vom Maler Franz Frank Renee und vom Anatomie-Professor Wilhelm Tank weiterbilden. 1963 übernahm er die Kunst- und Rahmenhandlung und die Kunstglaserei seines Vaters.
Neben seiner Arbeit malte Lange auch Ölgemälde, Aquarelle und Zeichnungen. Diese wurden in den USA und Berlin mehrfach ausgestellt, zuletzt 2019.
Lange engagierte sich auch politisch. Bei der Berliner Wahl 1990 wurde er in das Abgeordnetenhaus von Berlin gewählt, wo er das Direktmandat im Wahlkreis Prenzlauer Berg 3 gewann. Er schied 1995 aus dem Parlament aus. Bis kurz vor seinem Tod war er innerhalb des SPD-Verbandes Prenzlauer Berg als Abteilungskassierer tätig, darüber hinaus war er dort Vorsitzender der Arbeitsgemeinschaft 60plus.